# Cruriraja triangularis
Cruriraja triangularis és una espècie de peix de la família dels raids i de l'ordre dels raïformes.

## Morfologia
- Els mascles poden assolir 41 cm de longitud total.[4][5]

## Reproducció
És ovípar i les femelles ponen càpsules d'ous, les quals presenten com unes banyes a la closca.

## Hàbitat
És un peix marí i d'aigües profundes (23°S-30°S) que viu entre 220–675 m de fondària.

## Distribució geogràfica
Es troba a l'oceà Índic occidental: des del sud de Moçambic fins a Durban (Sud-àfrica).

## Observacions
És inofensiu per als humans.